# قوچ‌احمدلی
قوچ‌احمدلی (به لاتین: Qoçəhmədli) یک منطقهٔ مسکونی در جمهوری آرتساخ است که در استان هادروت واقع شده‌است.